# Курилов, Сергей Иванович
Сергей Иванович Кури́лов (23 сентября (6 октября) 1914 — 11 января 1987) — советский актёр театра и кино. Мастер дубляжа. Заслуженный артист РСФСР (1958).

## Биография
Родился 23 сентября (6 октября) 1914 года в Москве. Учился в строительном техникуме, окончил училище при Театре Революции (1934). В 1934—1936 учился в Театральной школе при МХТ-2. С 1936 года — актёр Центрального драматического театра транспорта, Театра имени Е. Б. Вахтангова, МАТС и других театров Москвы. С 1961 года — актёр Театра-студии киноактёра.
С. И. Курилов умер 11 января 1987 года. Похоронен актёр в Москве на Химкинском кладбище (участок № 125).

## Награды и звания
- Медаль «В память 800-летия Москвы» (1948)
- Орден «Знак Почёта» (6 марта 1950) — за выдающиеся заслуги в развитии советской кинематографии, в связи с 30-летием[1]
- Заслуженный артист РСФСР (28 ноября 1958)
- Медаль «В ознаменование 100-летия со дня рождения Владимира Ильича Ленина» (1970)
- МКФ в Канне (1955, Приз лучшему актёрскому составу, фильм «Большая семья»)

## Фильмография
- 1947 — Миклухо-Маклай — Николай Миклухо-Маклай
- 1947 — Сельская учительница — член экзаменационной комиссии
- 1948 — История одного кольца (документальный) — охотник-учитель
- 1951 — Белинский — Виссарион Белинский
- 1952 — Максимка — Николай Фёдорович, капитан корвета
- 1952 — Римский-Корсаков — Михаил Врубель
- 1952 — Композитор Глинка — Карл Брюллов
- 1953 — Нахлебник — Павел Николаевич Елецкий, чиновник
- 1953 — Великий воин Албании Скандербег — Захарий, лекарь
- 1954 — Большая семья — Виктор Журбин, сын Ильи Матвеевича
- 1954 — Герои Шипки — Дмитрий Милютин, военный министр
- 1955 — Мать — Николай Иванович
- 1956 — За власть Советов — Пётр Васильевич Бачей
- 1957 — Ленинградская симфония — Павел Орлов
- 1958 — В дни Октября — Александр Керенский
- 1958 — Киевлянка (1-я серия) — Алексей Дорошенко, военврач
- 1958 — Улица молодости — Андрей Ильич Свешников, прораб
- 1959 — Человек меняет кожу — Кларк — в 1960 На Всесоюзном кинофестивале в Минске присуждён Поощрительный диплом
- 1960 — Враги — доктор
- 1961 — Две жизни — Половцев, генерал
- 1962 — Мой младший брат — Иннокентий Петров, актёр
- 1964 — Казнены на рассвете — Прокурор
- 1964 — Председатель — Василий Кочетков, друг Егора Трубникова
- 1964 — Пядь земли — Брыль, капитан
- 1965 — Гибель эскадры — Воронов, капитан 2-го ранга
- 1968 — Мёртвый сезон — Павел Константинович Бочаров, генерал КГБ
- 1969 — Сердце Бонивура — Марков
- 1970 — Севастополь — Лобович, капитан 2-го ранга
- 1971 — Слушайте на той стороне — комкор
- 1972 — Сибирячка — Пётр Кириллович
- 1973 — До последней минуты— Иван Мефодиевич
- 1973 — И на Тихом океане… — Дидерикс, генерал
- 1975 — Последняя жертва — управляющий банком
- 1975 — Принимаю на себя — Тушнов
- 1978 — И это всё о нём — Викентий Алексеевич Радин, слепой учитель
- 1981 — Две строчки мелким шрифтом — Безруков Михаил Иванович, революционер

## Озвучивание и дублирование фильмов
1. 1942 — Быть или не быть — Армстронг, генерал
2. 1951 — Бродяга — судья Рагунат (Притхвирадж Капур)
3. 1956 — Вокруг света за 80 дней — банкир Ральф
4. 1956 — Жервеза
5. 1956 — Собор Парижской Богоматери — Клод Фролло (Ален Кюни)
6. 1957 — Чёрные скалы — Гудрат Исмаил-заде (Алескер Алекперов)
7. 1957 — Свидетель обвинения — сэр Уилфрид Робартс (Чарльз Лоутон)
8. 1958 — Пепел и алмаз
9. 1960 — Капитан — Шарль Ангулемский
10. 1960 — Привидения в замке Шпессарт — Хартог (Герберт Хюбнер)
11. 1961 — Знамя кузнеца
12. 1961 — Кто вы, доктор Зорге? — Рассказчик
13. 1961 — Наша улица — Ларс
14. 1963 — Тудор — Митрополит
15. 1963 — Дьявол и десять заповедей — ювелир
16. 1963 — Бум — синьор Баузетти
17. 1964 — Звезда Улугбека – Улугбек (играет Шукур Бурханов)
18. 1967 — Как украсть миллион — мсье Граммон (Фернан Граве)
19. 1967 — Он пошёл один
20. 1967 — Красная мантия — король Сигвор
21. 1968 — Тариэл Голуа — Тариэл
22. 1969 — Золото Маккенны — редактор
23. 1969 — Господин Никто — Димов
24. 1969 — По следу Тигра — Фон Фельден, немецкий полковник (Вильгельм Кох-Хоге)
25. 1969 — Десница великого мастера — Ражден (Гиви Тохадзе)
26. 1970 — Похождения красавца-драгуна  — Вацатко, советник полиции
27. 1970 — Пропавшие банкноты — доктор Боуцек
28. 1971 — Михай Храбрый
29. 1971 — Есения —  Дон Хуан
30. 1972 — Наковальня или молот — Нейрат
31. 1974 — Убийство в «Восточном экспрессе» — мистер Беддоуз (Джон Гилгуд)
32. 1974 — Торговцы смертью
33. 1974 — Семейный портрет в интерьере — Микелли
34. 1974 — Потоп — Шведский король Карл X Густав (Леон Немчик)
35. 1975 — Первая ласточка — Бикентий
36. 1976 — Далёкие близкие годы — Джума Матниязов, сын Байсунова (Шукур Бурханов)
37. 1976 — Прокажённая — Мацей Михоровский (Чеслав Воллейко)
38. 1977 — Бухта Радости — Фатуллаев
39. 1978 — Любовь под вопросом
40. 1978 — Кваркваре — Вашлованели
41. 1979 — Жандарм и инопланетяне — епископ
42. 1981 — Для любителей решать кроссворды  — Нико Члаидзе (Вано Сакварелидзе)
43. 1981 — Кто есть кто  — Мюзар (Жорж Жере)